# Michał Paluta
Michał Paluta (* 4. Oktober 1995 in Strzelce Krajeńskie) ist ein ehemaliger polnischer Radrennfahrer.

## Sportlicher Werdegang
Zur Saison 2015 wurde Paluta Mitglied im polnischen UCI Professional Continental Team CCC Sprandi Polkowice. Seine ersten Erfolge waren die polnischen U23-Meisterschaften im Straßenrennen in den Jahren 2015 und 2016. In der Saison 2016 gewann er auch eine Etappe des Carpathian Couriers Race, was sein bisher letzter internationaler Erfolg blieb. Nach den beiden Erfolgen in der U23 wurde er in der Saison 2019 Meister im Straßenrennen der Elite. Mit der Vuelta a España 2020 nahm er erstmals an einer Grand Tour teil und beendete diese auf Platz 118 der Gesamtwertung.
Als das CCC Team Ende der Saison 2020 aufgelöst wurde, fand Paluta zunächst kein neues Team. Erst im Februar 2021 wurde er Mitglied im neuseeländischen UCI Continental Team Global 6 Cycling, bei dem er bis zum Saisonende blieb. Nachdem er 2022 und 2023 international nicht in Erscheinung trat, wurde er zur Saison 2024 Mitglied im deutsch-polnischen Continental Team Santic-Wibatech. Mit dem polnischen Nationalteam gewann er auf der UCI WorldTour das Bergtrikot der Polen-Rundfahrt 2024.
Nach der Saison 2024 beendete Paluta im Alter von 29 Jahren seine Karriere als Radrennfahrer.

## Erfolge

### Straße
2013
- Polnischer Meister – Einzelzeitfahren (Junioren)

2015
- Polnischer Meister – Straßenrennen (U23)

2016
- Polnischer Meister – Straßenrennen (U23)
- eine Etappe Carpathian Couriers Race

2019
- Polnischer Meister – Straßenrennen

2024
- Bergwertung Polen-Rundfahrt

### Cyclocross
2011/2012
- Polnischer Meister (Junioren)

2012/2013
- Polnischer Meister (Junioren)

## Grand-Tour-Platzierungen
| Grand Tour            | 2020 |
| --------------------- | ---- |
| Giro d’ItaliaGiro     | –    |
| Tour de FranceTour    | –    |
| Vuelta a EspañaVuelta | 118  |